# Chironomus praeapicalis
Chironomus praeapicalis är en tvåvingeart som beskrevs av Tokunaga 1964. Chironomus praeapicalis ingår i släktet Chironomus och familjen fjädermyggor. Inga underarter finns listade i Catalogue of Life.